# 7958 Leakey
7958 Leakey este un asteroid din centura principală, descoperit pe 5 iunie 1994, de Carolyn Shoemaker și Eugene Shoemaker.